# Giovanni Cacioppo
Giovanni Cacioppo (Gela, 2 aprile 1965) è un comico, cabarettista e attore italiano.

## Carriera

### Televisione
Diplomato geometra, inizia a farsi conoscere nel 1994, quando arriva secondo al concorso "Zanzara d'oro" a Bologna e realizza in teatro il monologo comico "Acqua e selz". Da allora, prende parte a numerosi programmi televisivi: Maurizio Costanzo Show, Tivù cumprà con Mirabella e Garrani, la trasmissione per ragazzi Solletico, Scatafascio, il programma di Paolo Rossi su Italia 1, Zelig (dal 1998), Torno Sabato (2003-2004), Mai dire lunedì, Mai dire Martedì, Che tempo che fa e Colorado Cafè (2006).
Per Mai dire martedì ha creato i personaggi di Graziello e il viaggiatore Cacioppo, mentre per l'edizione precedente, oltre al già citato Graziello, aveva creato il cittadino Cacioppo. Nel 2009 vince il Delfino d'oro alla carriera (Festival nazionale adriatica cabaret).

### Cinema
Esordisce sul grande schermo recitando in Così è la vita del 1998, film diretto da Massimo Venier e dal trio comico Aldo, Giovanni e Giacomo. Un anno più tardi prende parte al film diretto da Massimo Ceccherini Lucignolo, e nel 2000, viene scelto per interpretare un ruolo nella pellicola diretta da Giorgio Panariello dal titolo Al momento giusto. Nel 2002 torna a collaborare con il trio comico Aldo, Giovanni e Giacomo interpretando una piccola parte in La leggenda di Al, John e Jack; nel film interpreta "Schiena di legno", uno degli scagnozzi del boss Sam Genovese. Tre anni più tardi, entra nel cast di Tutti all'attacco, film diretto da Lorenzo Vignolo.
Nel 2008 ha lavorato alla sit-com Taglia e Cuci in coppia con Mago Forest, per il canale satellitare Fox della piattaforma pay-tv Sky. 
Dopo un breve periodo di inattività nel mondo del cinema, torna nel 2012 sul grande schermo per interpretare un rapinatore nel secondo episodio del film All'ultima spiaggia, diretto da Gianluca Ansanelli. Nel 2016 prende parte al film di Luca Miniero Non c'è più religione, e nel 2018 entra nel cast di Una festa esagerata, film diretto e interpretato da Vincenzo Salemme dove Cacioppo impersona il ruolo di Don Pasquale.
Un anno più tardi recita nel film Come se non ci fosse un domani, diretto da Igor Biddau.
Nel 2023 interpreta il ruolo di Santino nel film Ancora volano le farfalle diretto da Joseph Nenci.

### Teatro
In teatro rappresenta L'uovo e la patata (1995), In nomine patris (1997), Io labora (1998) – riproposto nel 2005 in una nuova versione - ed il monologo Aprite quella porta (per piacere) del 2002. Tra il 1999 e il 2002 partecipa con Paolo Rossi allo spettacolo Romeo & Juliet – una serata di delirio organizzato.

## Filmografia

### Attore

#### Cinema
- Così è la vita, regia di Aldo, Giovanni e Giacomo e Massimo Venier (1998)
- Lucignolo, regia di Massimo Ceccherini (1999)
- Al momento giusto, regia di Giorgio Panariello e Gaia Gorrini (2000)
- La leggenda di Al, John e Jack, regia di Aldo, Giovanni e Giacomo e Massimo Venier (2002)
- Tutti all'attacco, regia di Lorenzo Vignolo (2005)
- All'ultima spiaggia, regia di Gianluca Ansanelli (2012)
- Fuitina - Fuga d'amore, regia di Vito Trecarichi e Salvo Spoto (2015)
- Non c'è più religione, regia di Luca Miniero (2016)
- Una festa esagerata, regia di Vincenzo Salemme (2018)
- Come se non ci fosse un domani, regia di Igor Biddau (2019)
- Sbagliando s'impara, regia di Alessandro Ingrà (2023)
- Ancora volano le farfalle, regia di Joseph Nenci (2023)
- Come far litigare mamma e papà, regia di Gianluca Ansanelli (2024)

#### Televisione
- Taglia e cuci – serie TV (2008)
- Anna e i cinque – serie TV (2008-2011)
- Din Don - Un paese in due, regia di Paolo Geremei – film TV (2022)
- Din Don - Bianco Natale, regia di Paolo Geremei – film TV (2022)

## Televisione
- Maurizio Costanzo Show (Canale 5, 1994) - ospite
- Tivvùcumprà (Rai 3, 1995)
- In Kantina (Rai 2)
- Su le mani (Rai 1, 1996)
- Va ora in onda (Rai 1, 1997)[2]
- Scatafascio (Italia 1, 1997-1998)[3]
- Zelig (Italia 1, 1998-2000)
- Colorado Cafè Live (Italia 1, 2006)
- Colorado Revolution (Italia 1, 2007) - conduttore
- Colorado (Italia 1, 2008-2009; 2015)
- Fratelli e sorelle d'Italia (LA7, 2011)
- Made in Sud (Rai 2, 2019)
- Only Fun – Comico Show (Nove, 2022-2025)